# Wim Slijkhuis
Wim Slijkhuis (Países Bajos, 13 de enero de 1923-28 de junio de 2003) fue un atleta neerlandés, especialista en la prueba de 5000 m en la que llegó a ser medallista de bronce olímpico en 1948.

## Carrera deportiva
En los JJ. OO. de Londres 1948 ganó la medalla de bronce en los 5000 metros, corriéndolos en un tiempo de 14:26.8 segundos, llegando a meta tras el belga Gaston Reiff (oro) y el checoslovaco Emil Zátopek.